# Обтер сир Дрон
Обтер сир Дрон (фр. Aubeterre-sur-Dronne) насеље је и општина у западној Француској у региону Поату-Шарант, у департману Шарант која припада префектури Ангулем.
По подацима из 2011. године у општини је живело 419 становника, а густина насељености је износила 175,31 становника/km². Налази се на средњој надморској висини од 70 метара (максималној 112 m, а минималној 38 m).

## Демографија
| 1962. | 1968. | 1975. | 1982. | 1990. | 1999. | 2011. |
| ----- | ----- | ----- | ----- | ----- | ----- | ----- |
| 446   | 449   | 419   | 398   | 388   | 365   | 419   |

График промене броја становника у току последњих година